# Opel Meriva
O Opel Meriva é um monovolume fabricado e comercializado pela fabricante alemã Opel na plataforma do seu Corsa, de maio de 2003 até junho de 2017 em duas gerações. Descrito como um monovolume do segmento B, foi comercializado como Vauxhall Meriva no Reino Unido, enquanto na América Latina, o modelo de primeira geração foi comercializado como Chevrolet Meriva.

## Primeira geração (2003)
A primeira geração, chamada "Meriva A", foi baseada no Opel Corsa C. Ele começou a ser vendido em maio de 2003. As primeiras fotos oficiais do Meriva foram divulgadas em agosto de 2002.
Assim como seu equivalente maior, o Zafira, o Meriva tem um interior flexível, comercializado como "FlexSpace". Embora tenha apenas cinco assentos divididos em duas fileiras, a segunda fileira pode deslizar para frente ou para trás, ou ser achatada no chão, criando uma plataforma plana e nivelada para maior espaço no porta-malas. A segunda fileira pode acomodar dois ou três passageiros.
No modo de dois passageiros, os assentos são separados um do outro, assim como os assentos dianteiros. No modo de três passageiros, o assento traseiro parece um assento regular de uma peça. O assento dianteiro pode ser empurrado totalmente para trás.
O Meriva foi vendido na América do Sul (exceto no Chile) de 2003 a 2012 (2013 na Argentina) como "Chevrolet Meriva", e foi substituído em 2012 pelo Chevrolet Spin. A versão inicial foi co-desenvolvida pela Opel e General Motors do Brasil. Foi produzido em São José dos Campos, no Brasil.

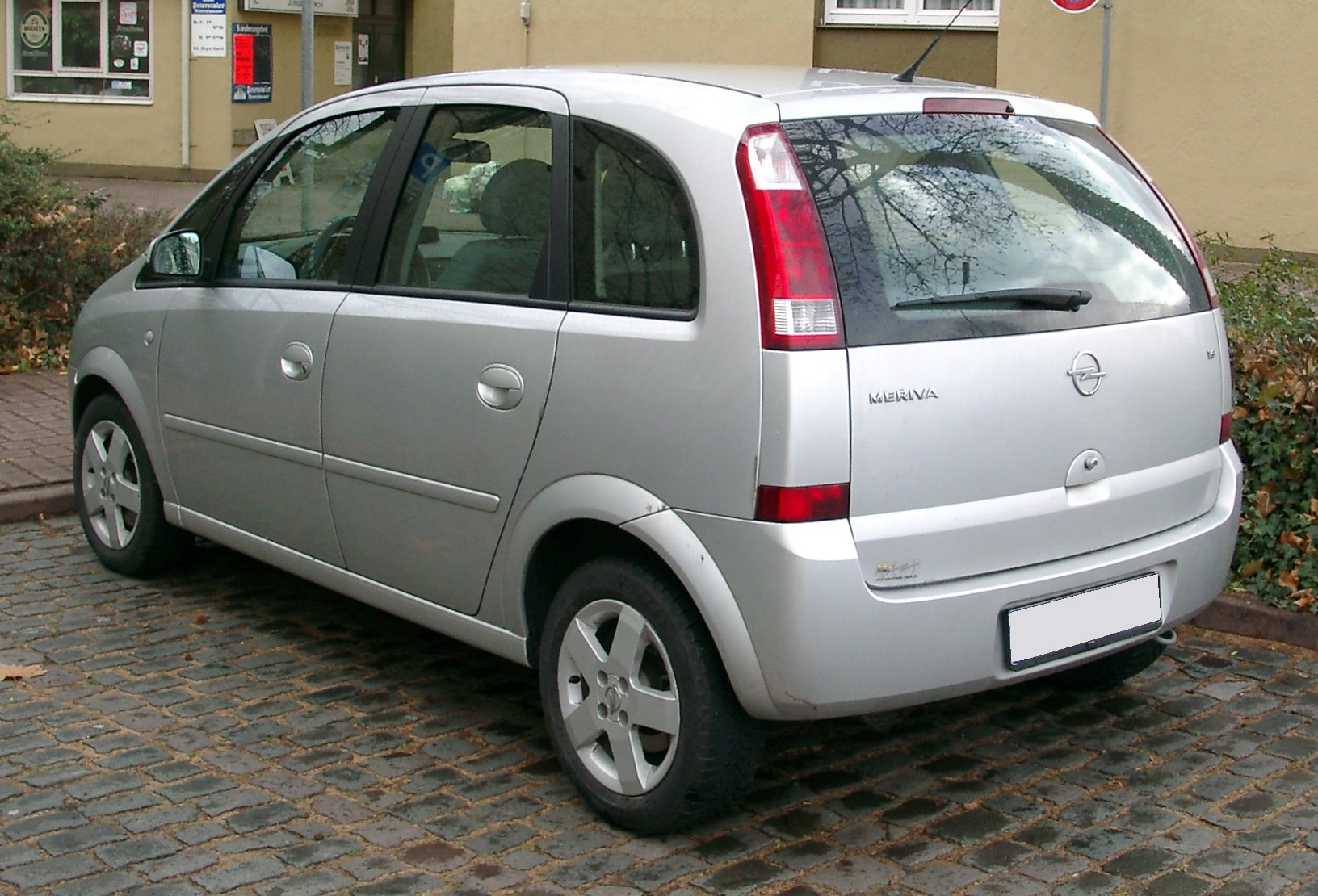
Vista traseira
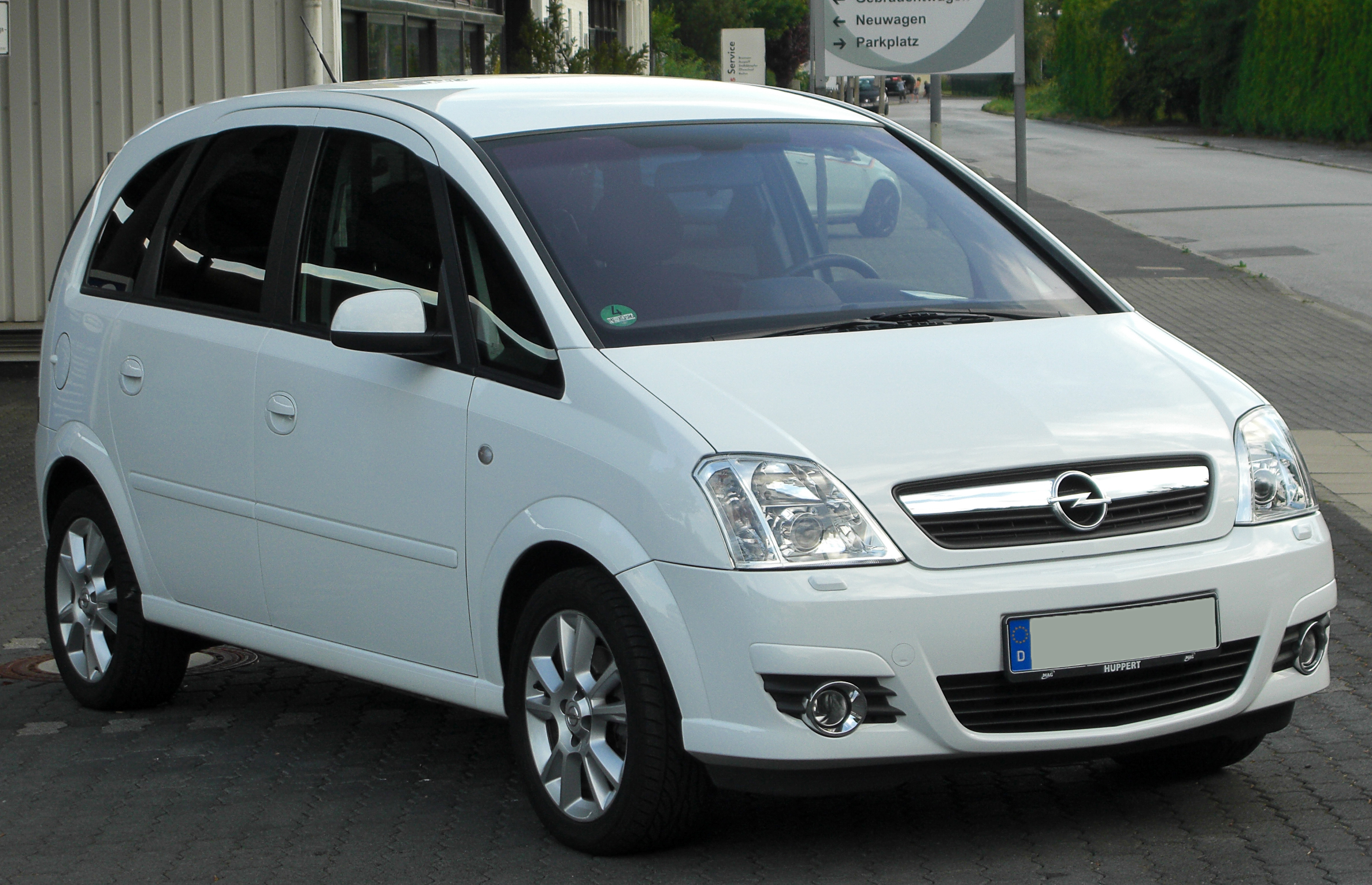
Opel Meriva (2006–2010)
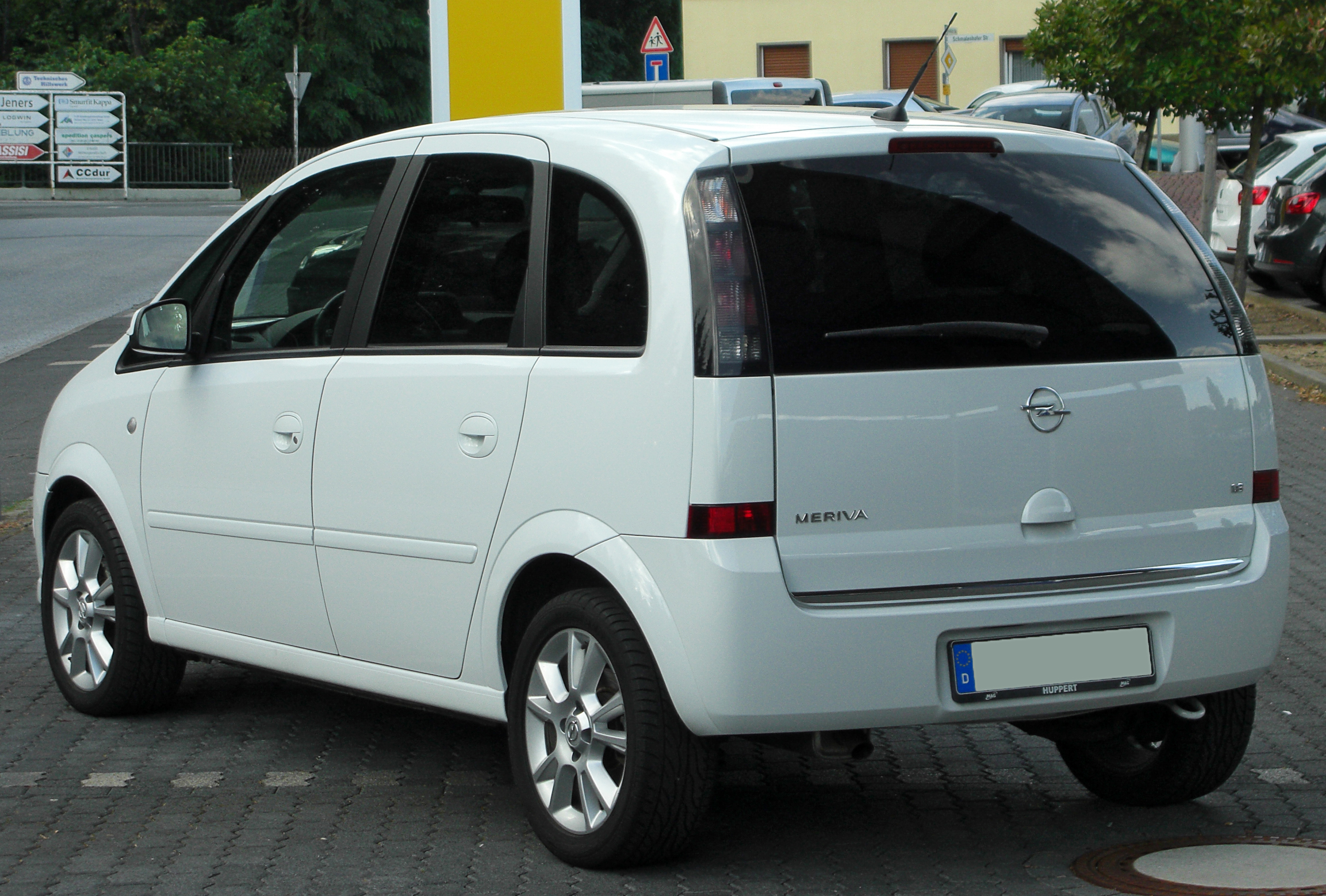
Vista traseira
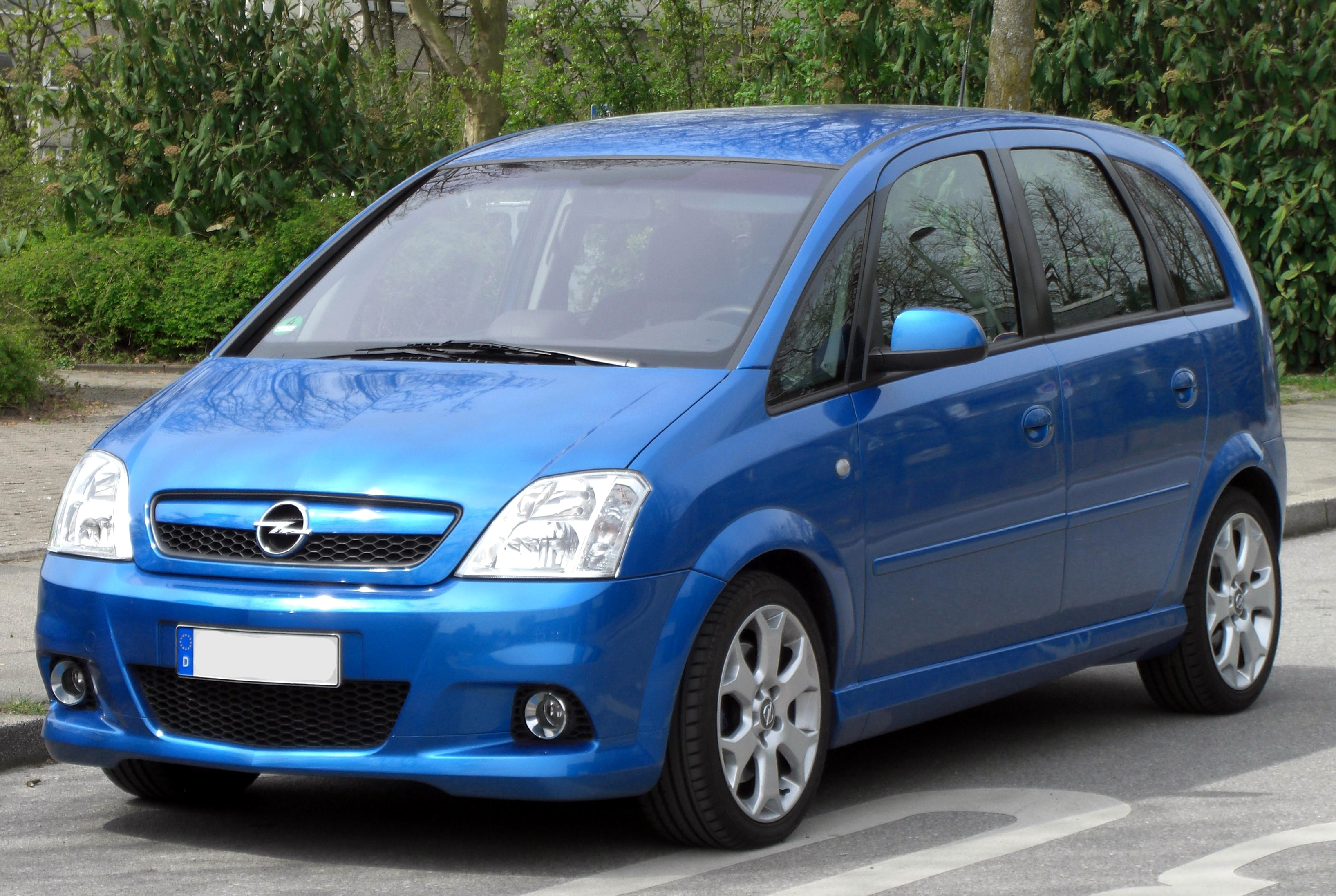
Opel Meriva OPC (2006–2010)
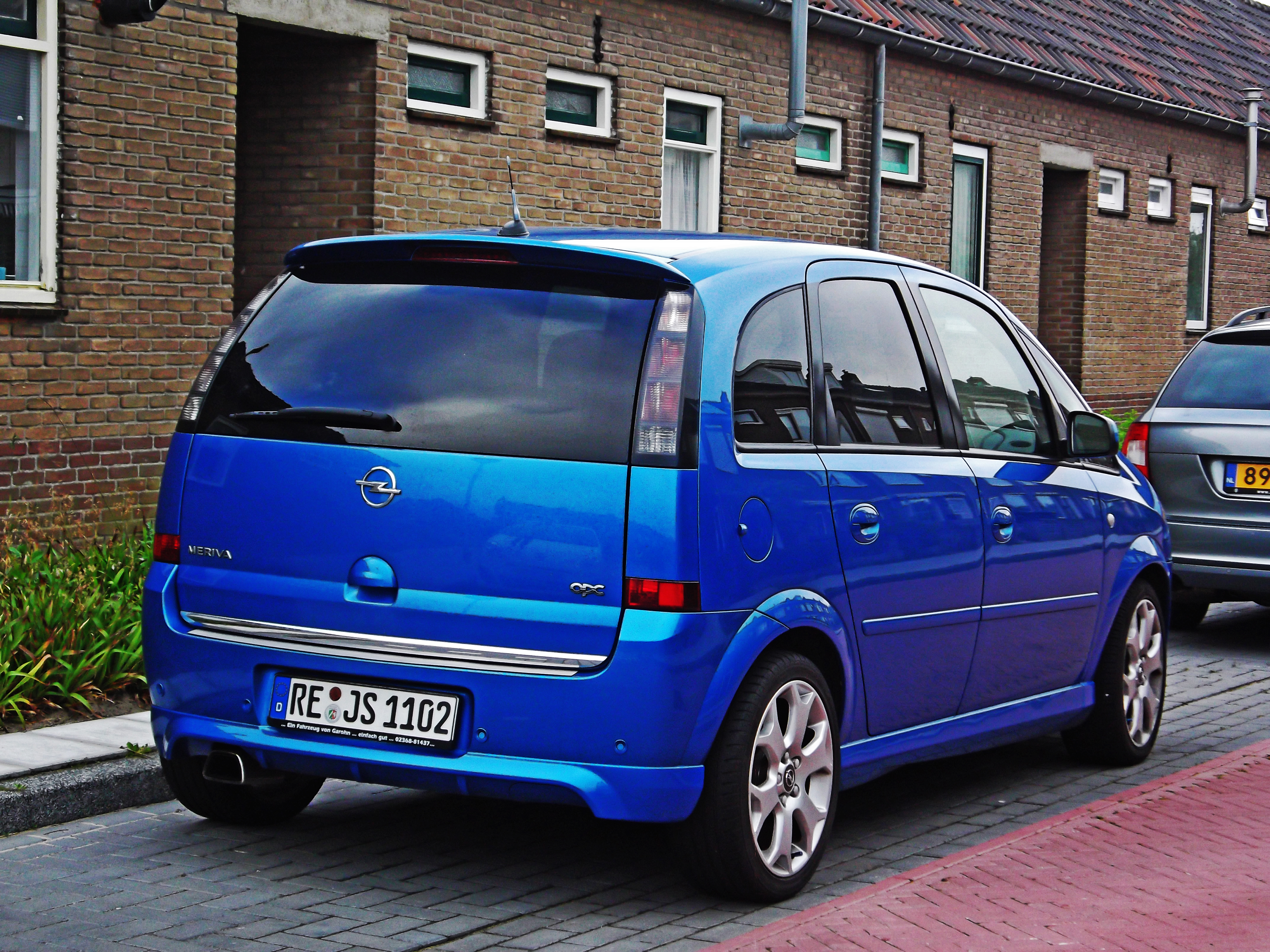
Opel Meriva OPC (2006–2010)
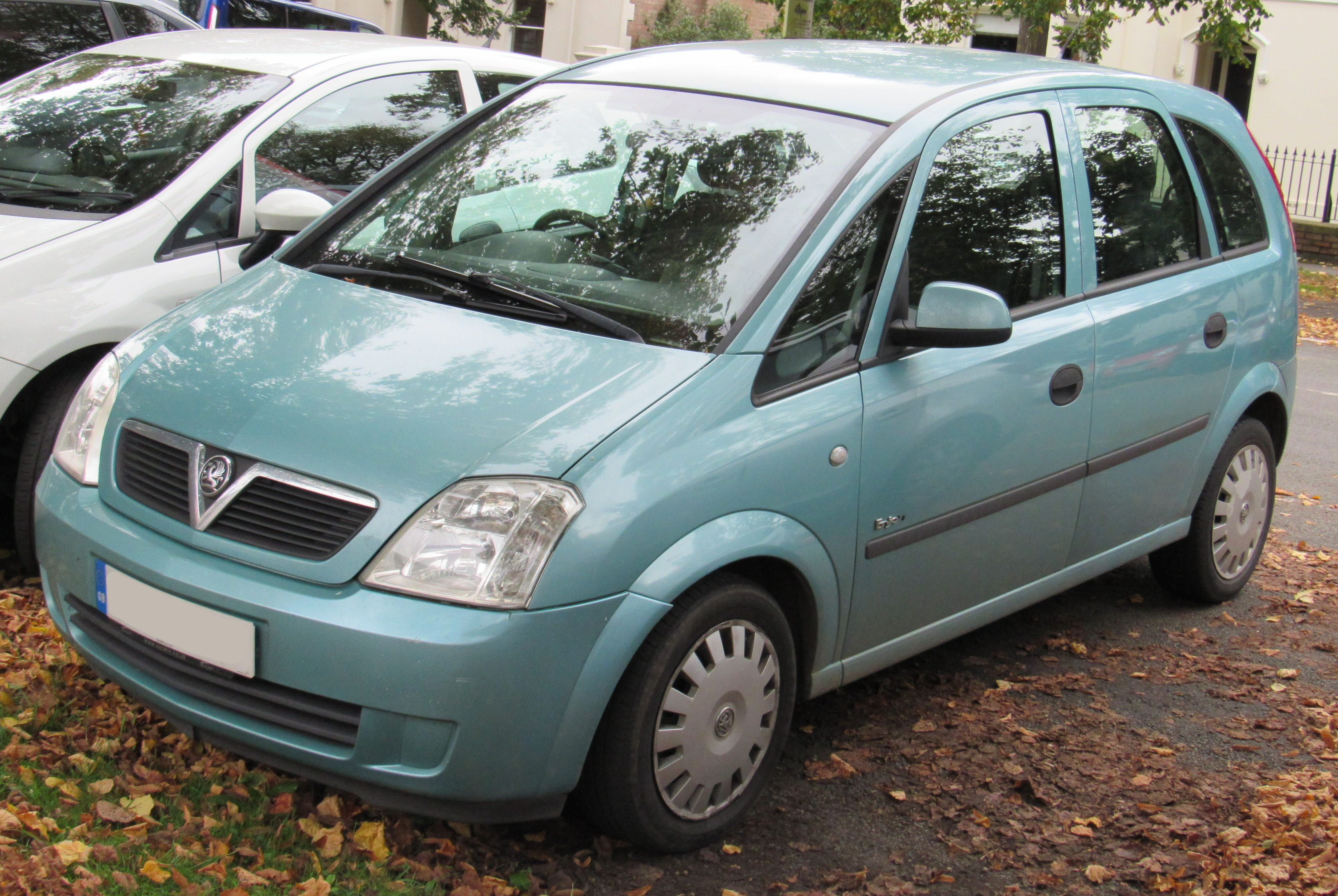
Vauxhall Meriva
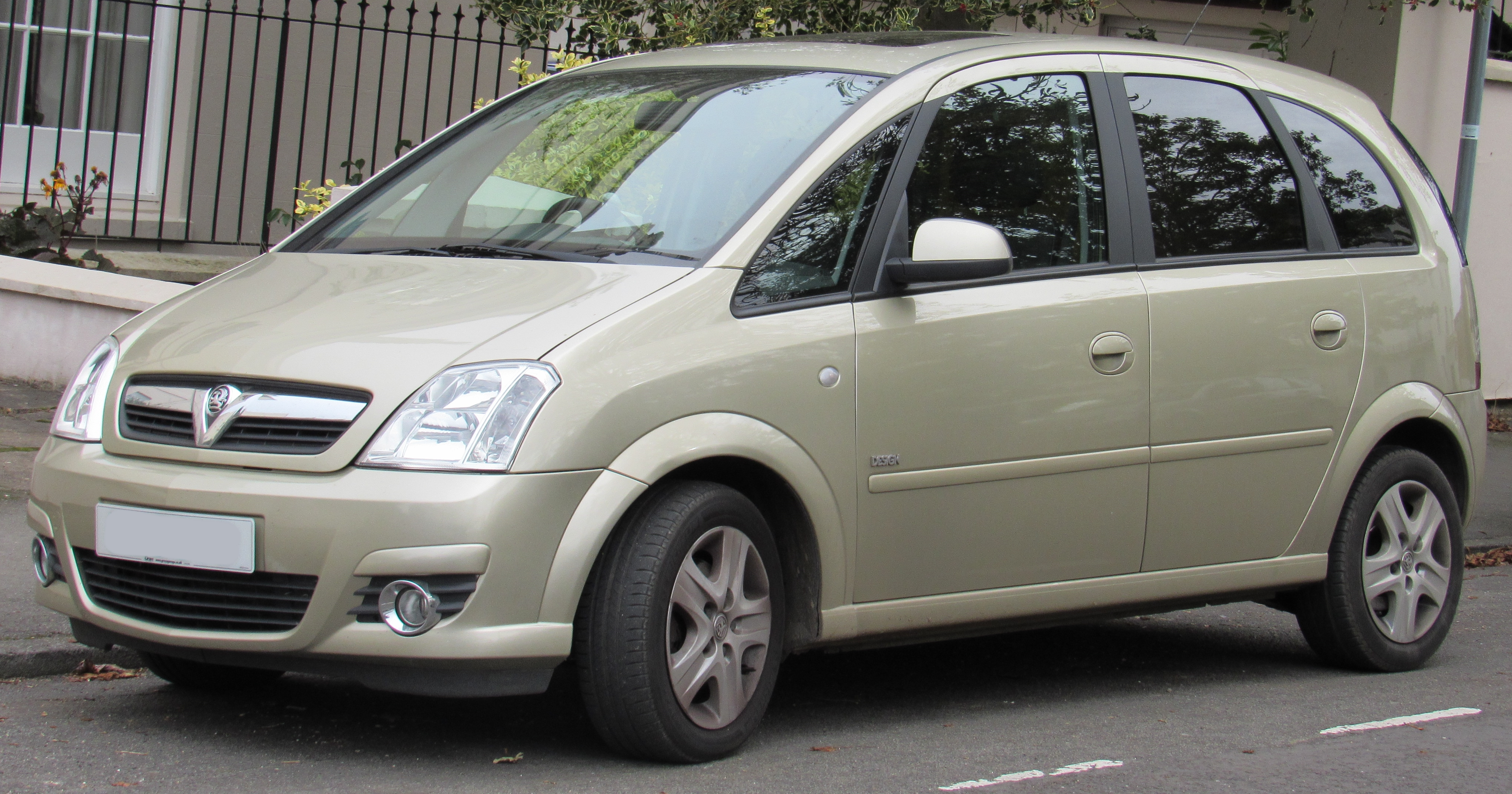
Vauxhall Meriva (reestilização)
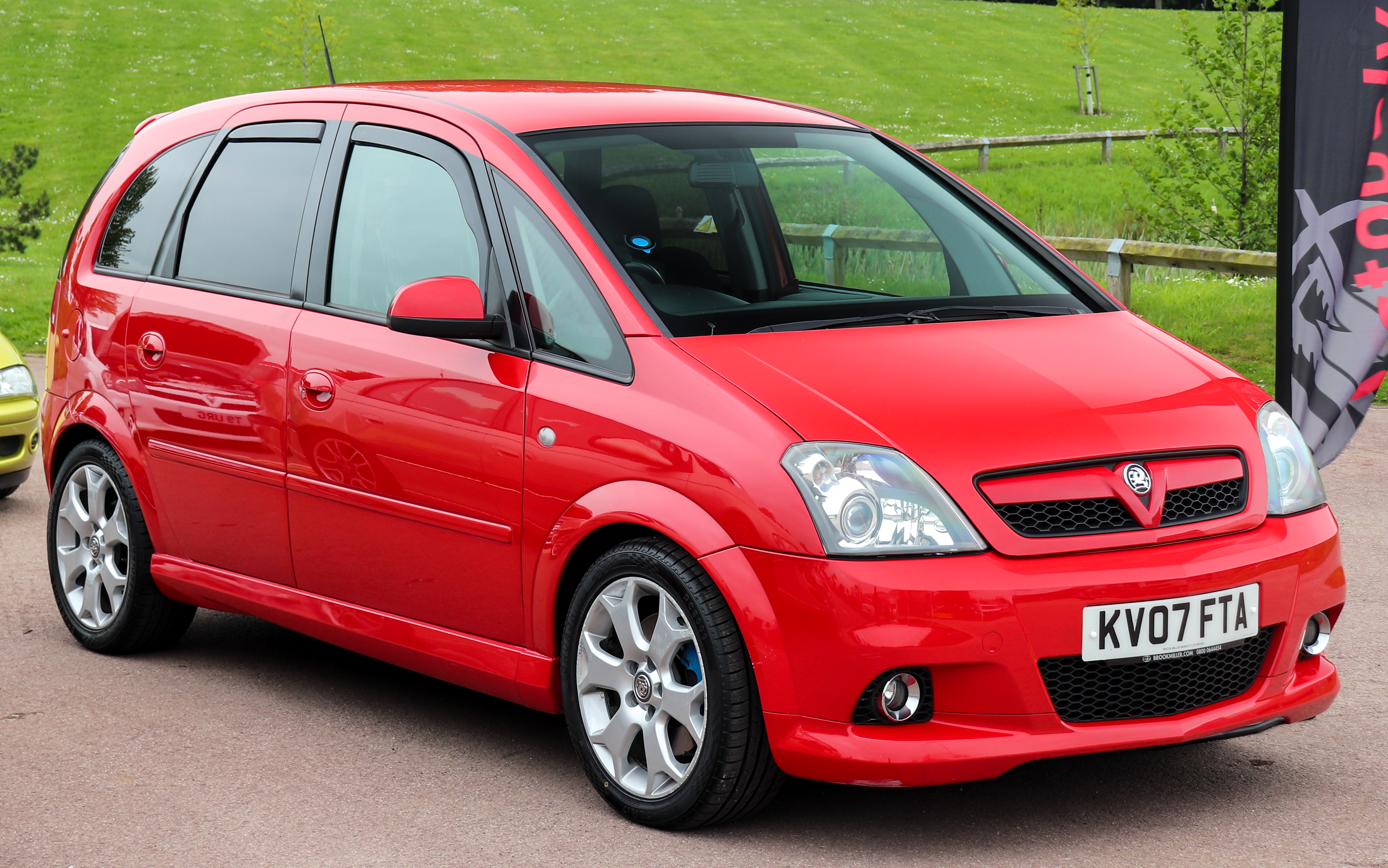
Vauxhall Meriva VXR
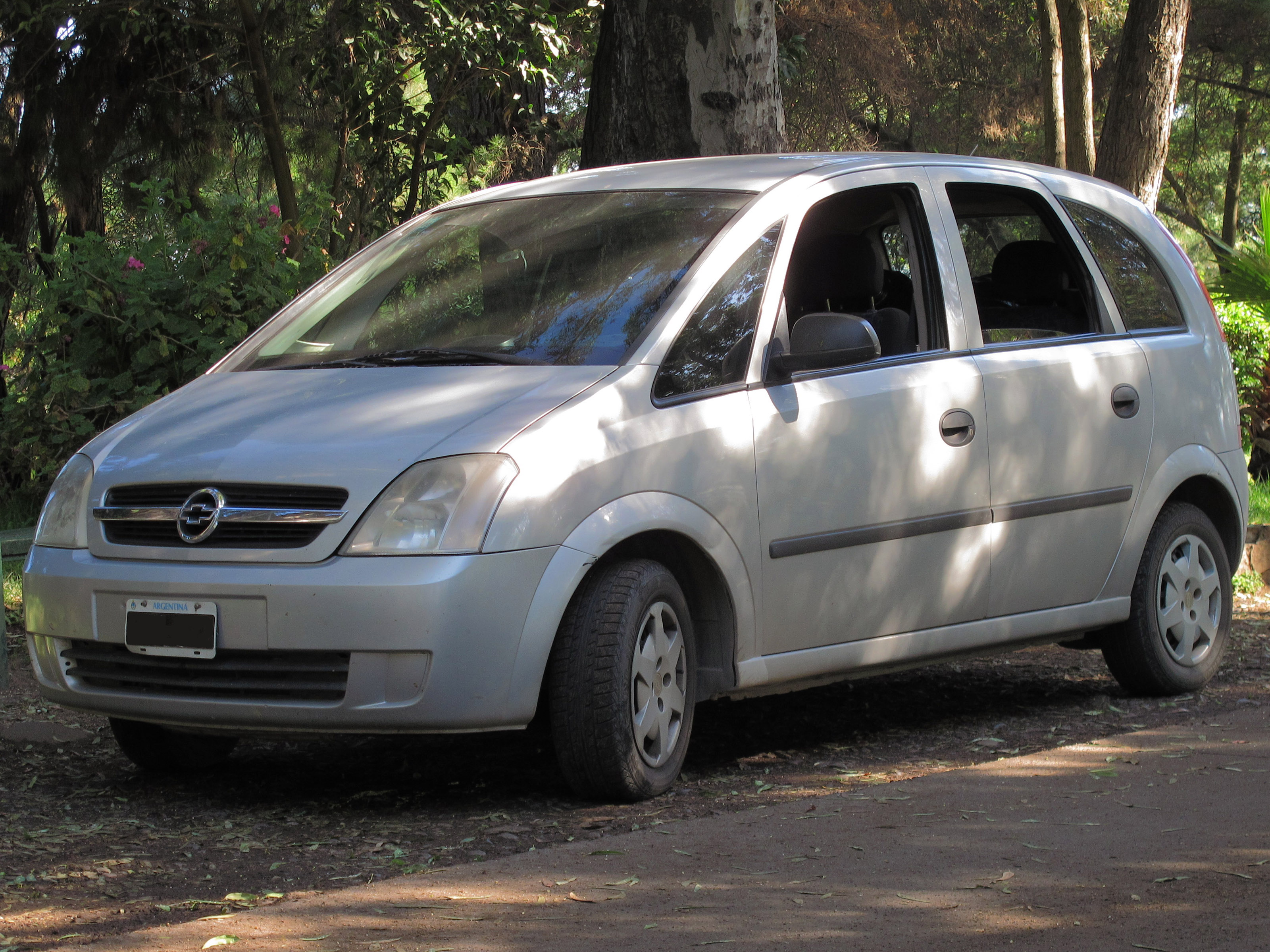
Chevrolet Meriva (2005)

## Segunda geração (2010)
A segunda geração, chamada "Meriva B", é um pouco maior que a geração anterior.
O novo modelo tem 4.288 mm de comprimento, acima dos 4.052 mm da versão anterior, que era baseada no Corsa. O novo modelo usa layout de suspensão revisado da versão anterior, mas com um assoalho associado ao Zafira Tourer de sete lugares. O interior é semelhante ao do Astra e Insignia de 2009 a 2015.
O novo Meriva usa tecnologia de assento dianteiro do Insignia e do Astra. A faixa de ajuste do assento é de 240 mm de comprimento e 65 mm de altura.
O Meriva B estreou no Salão do Automóvel de Genebra de 2010 em março, e entrou em produção em julho de 2010. O Meriva tem as portas laterais traseiras com dobradiças traseiras (portas suicidas), comercializadas como "FlexDoors". Um teto solar panorâmico também está disponível como padrão nas versões de especificação superior.
O Meriva B teve sua produção encerrada em junho de 2017 e foi substituído por um crossover chamado Crossland X, e também uma transição do design de minivan para SUV, irmão do futuro substituto do Citroën C3 Picasso.

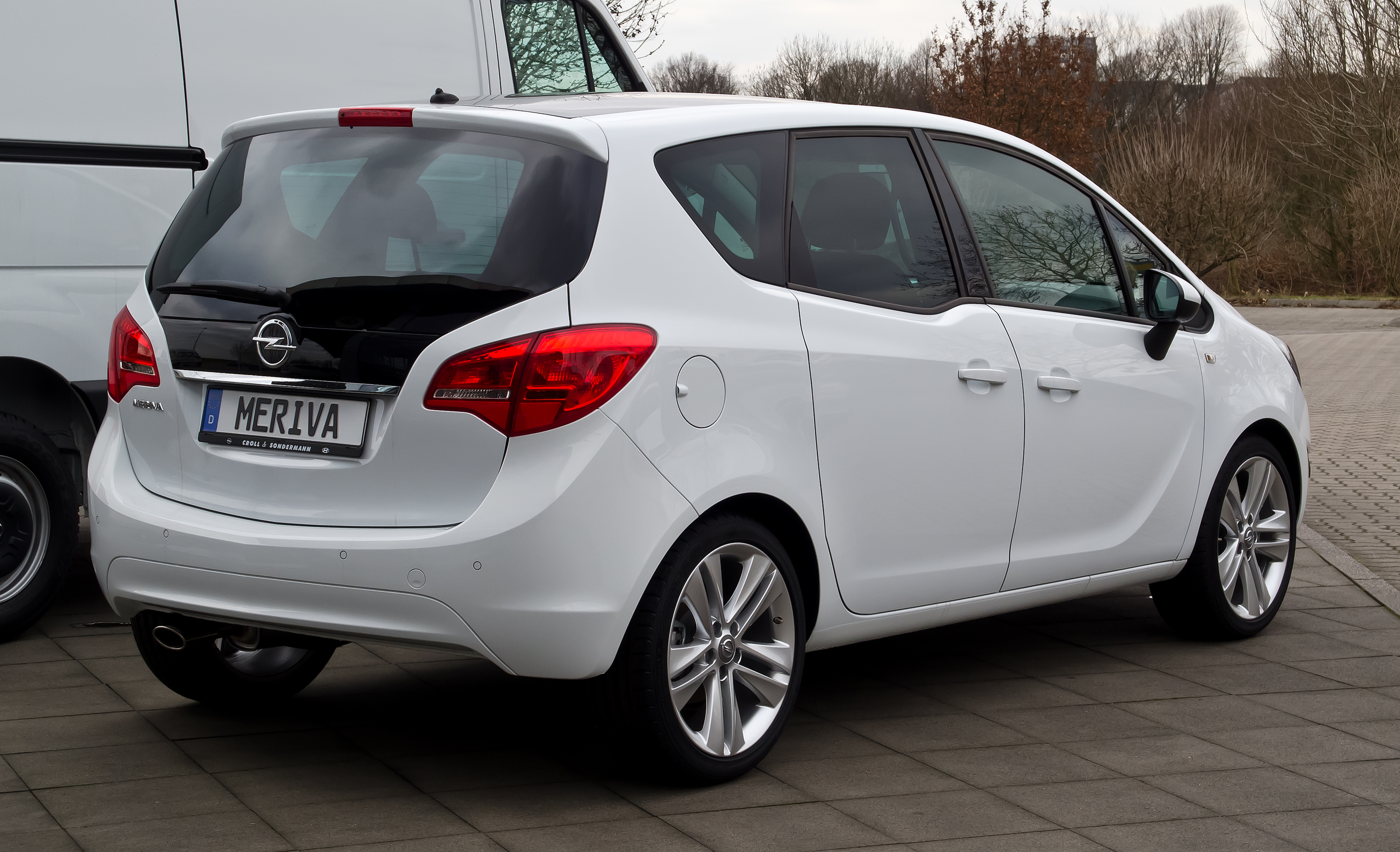
Meriva B (vista traseira)
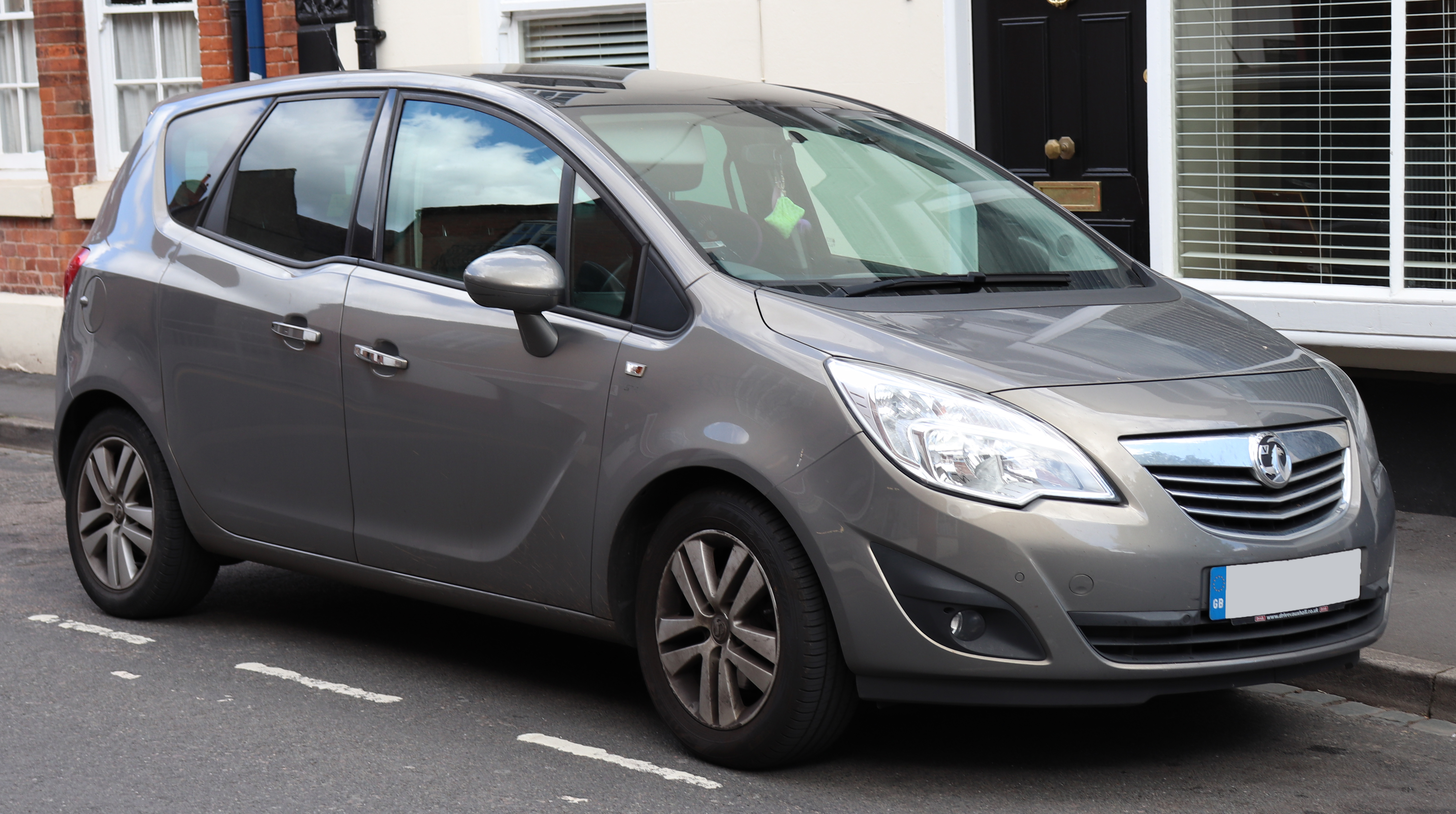
Vauxhall Meriva B
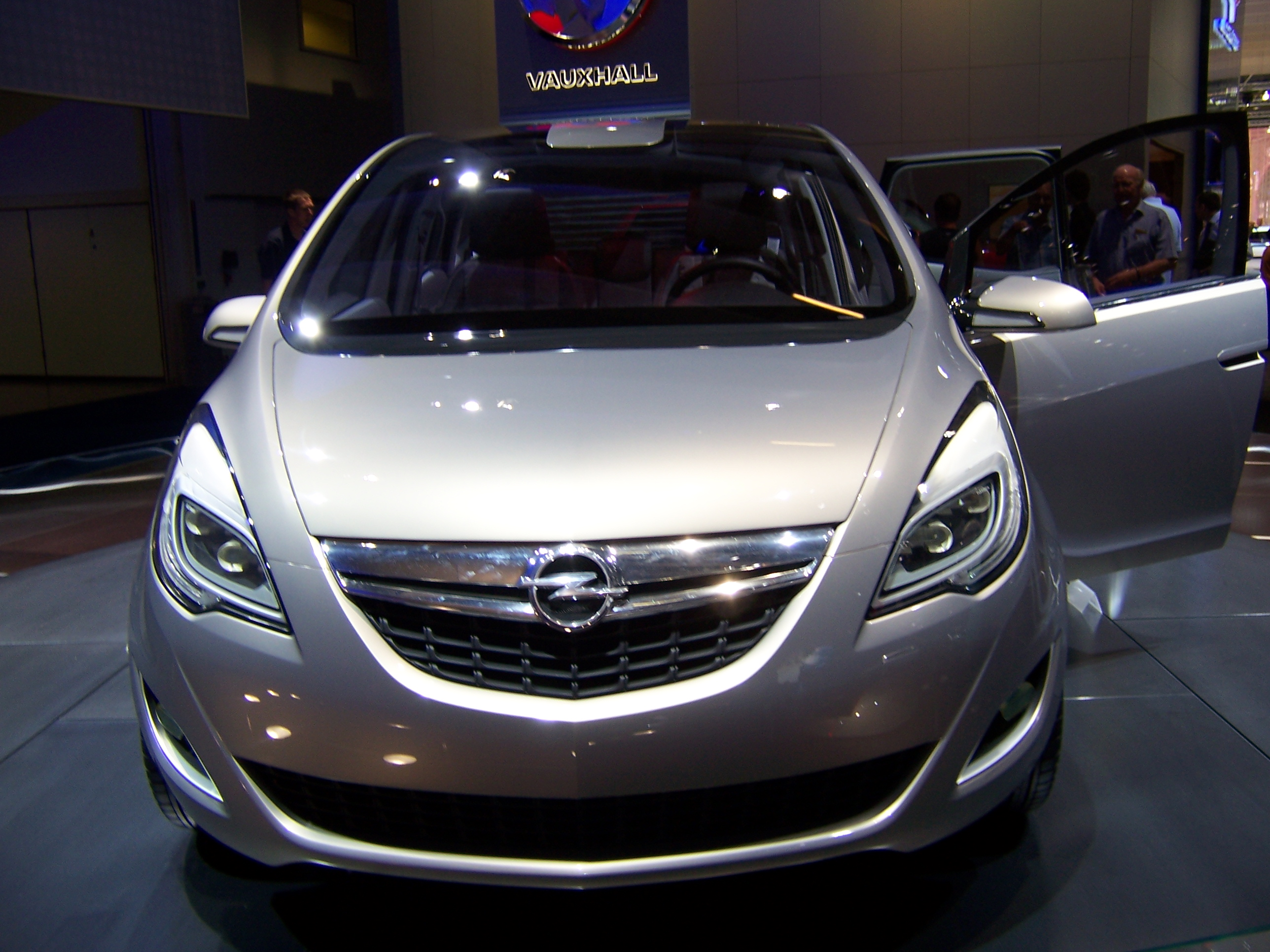
Opel Meriva B Concept
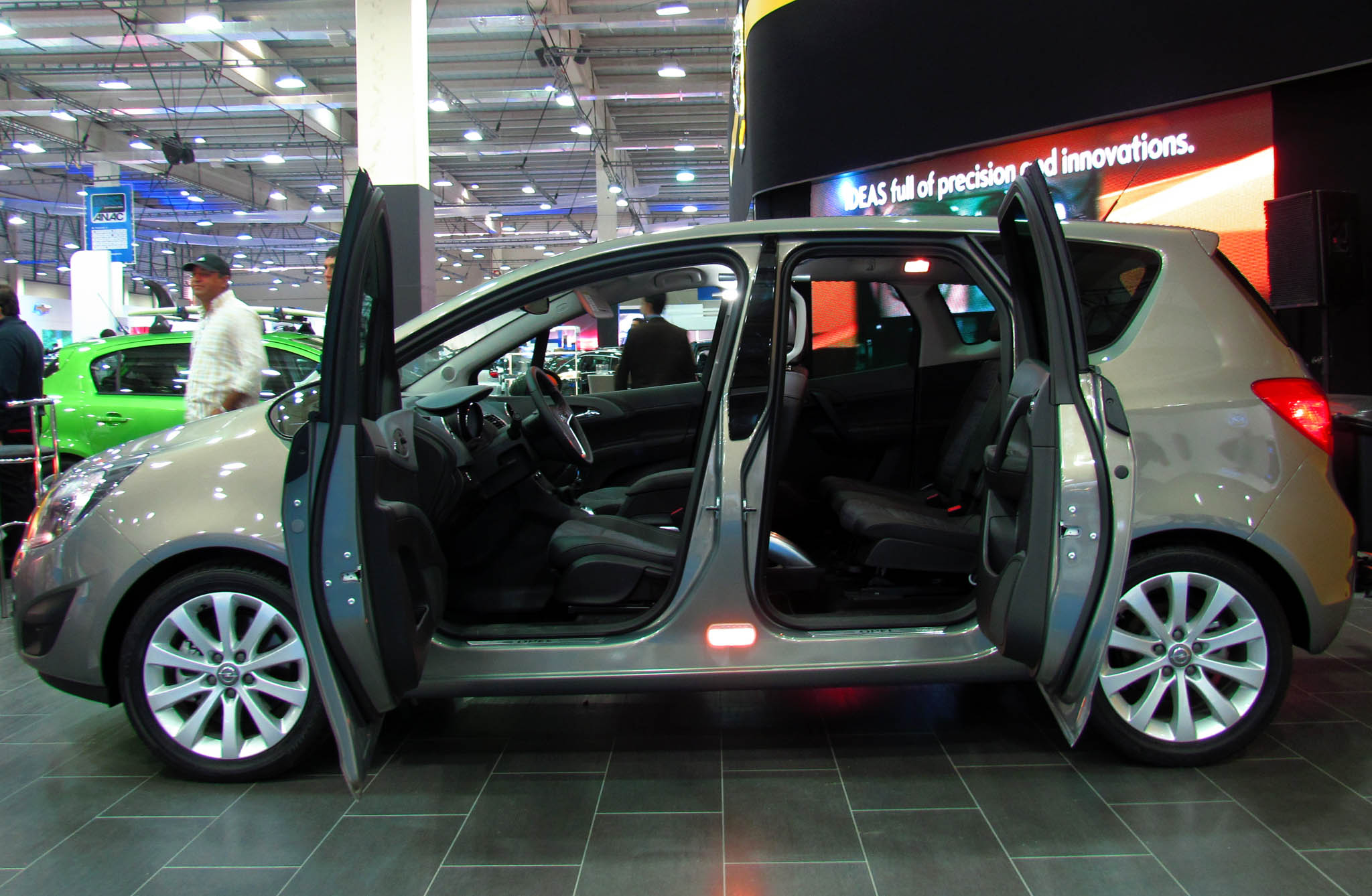
FlexDoors do Meriva, Salón del automóvil de Santiago 2012, Chile